# Gornji Prisjan
Gornji Prisjan (izvirno srbsko Горњи Присјан) je naselje v Srbiji, ki upravno spada pod Občino Vlasotince; slednja pa je del Jablaniškega upravnega okraja.

## Demografija
V naselju živi 256 polnoletnih prebivalcev, pri čemer je njihova povprečna starost 60,2 let (57,9 pri moških in 62,2 pri ženskah). Naselje ima 142 gospodinjstev, pri čemer je povprečno število članov na gospodinjstvo 1,90.
To naselje je, glede na rezultate popisa iz leta 2002, večinoma srbsko, a v času zadnjih treh popisov je opazno zmanjšanje števila prebivalcev.
|  |

| Demografija | Demografija     | Demografija     |
| Leto        | Št. prebivalcev | Št. prebivalcev |
| ----------- | --------------- | --------------- |
|             |                 |                 |
|             |                 |                 |
|             |                 |                 |
|             |                 |                 |
| 1948        | 942             |                 |
| 1953        | 923             |                 |
| 1961        | 840             |                 |
| 1971        | 722             |                 |
| 1981        | 561             |                 |
| 1991        | 404             | 373             |
| 2002        | 293             | 270             |
|             |                 |                 |

| Etnična sestava po popisu iz leta 2002 | Etnična sestava po popisu iz leta 2002 | Etnična sestava po popisu iz leta 2002 | Etnična sestava po popisu iz leta 2002 | Etnična sestava po popisu iz leta 2002 |
| -------------------------------------- | -------------------------------------- | -------------------------------------- | -------------------------------------- | -------------------------------------- |
| Srbi                                   | Srbi                                   |                                        | 268                                    | 99,25%                                 |
| Romi                                   | Romi                                   |                                        | 1                                      | 0,37%                                  |
| Neznano                                | Neznano                                |                                        | 1                                      | 0,37%                                  |